# Иулиан (Гатала)
Архиепископ Иулиан (укр. Архієпископ Юліан в миру Пётр Петрович Гатала укр. Петро Петрович Гатала; род. 29 марта 1980, Ливчицы, Львовская область) — епископ Православной церкви Украины (с 2019), архиепископ Коломыйский и Косовский.
Ранее — архиерей Украинской православной церкви Киевского патриархата, епископ Коломыйский и Косовский (2013—2018).

## Биография
Родился 29 марта 1980 года в селе Ливчицы Городокского района Львовской области в семье рабочих.
С 1986 по 1987 год учился в львовской средней школе № 40, с 1987 по 1990 год — в средней школе села Подзверинец, с 1990 по 1997 год — во львовской средней школе № 31.
В 1997 году поступил на второй курс Львовской духовной семинарии (УПЦ КП).
21 ноября 1999 года в церкви Святого Архистратига Михаила села Пристань Сокальского района Львовской области митрополитом Львовским и Сокальским Андреем (Гораком) был хиротонисан в сан диакона.
4 июня 2000 года окончил обучение в семинарии и, в день выпуска, был награждён митрополитом Андреем (Гораком) юбилейной медалью «2000-летия Рождества Христова». В этом же году был зачислен в Львовскую православную богословскую академию (УПЦ КП).
10 сентября 2000 года в храме Рождества Пресвятой Богородицы села Криница Николаевского района Львовской области архиепископом Дрогобычским и Самбирским Феодосием (Пецина) был хиротонисан в сан пресвитера.
В сентябре 2001 года восстановил и возглавил воскресную катехизическую школу при кафедральном соборе Покрова Пресвятой Богородицы в городе Львове. Также с 2003 по 2004 год преподавал христианскую этику во Львовской средней школе № 28.
С октября 2003 года совершал поочередное служение в часовне Всех святых земли украинской во Львовской городской общественной организации «Скниловская трагедия» и становится духовником экуменического религиозного братства «77 ангелов» этой организации.
Защитив дипломную работу, 1 июня 2004 года успешно завершил обучение в Львовской православной богословской академии, а 24 июня 2004 года был назначен преподавателем основного богословия, катехизиса, церковнославянского чтения.
В сентябре 2004 года назначен помощником инспектора и духовником Львовской православной богословской академии и семинарии, а с 16 ноября 2004 года — настоятелем академического храма в честь святителя Иоанна Златоуста. В декабре 2004 года основал при храме воскресную катехизическую школу «Добрый Пастырь».
22 марта 2005 года, ко дню Святой Пасхи, митрополитом Львовским и Сокальским Андреем (Гораком) был награждён золотым наперсным крестом.
В октябре 2006 года основао молодёжную христианскую организацию имени Святителя Петра Могилы. 30 ноября 2007 года был назначен председателем Епархиальгого отдела по делам молодежи.
12 марта 2007 года, ко дню Святой Пасхи, по благословению патриарха Филарета (Денисенко) был возведён в достоинство протоиерея, а 5 мая 2010 года был отмечен благословенной архиерейской грамотой.
15 апреля 2011 года в Кресто-Воздвиженском Манявском монастыре Ивано-Франковской епархии митрополитом Львовским и Сокальским Димитрием (Рудюком) был пострижен в монашество с именем Иулиан в честь святого мученика Иулиана Аназарвского.
17 мая 2011 года, согласно решению Священного Синода Украинской православной церкви Киевского патриархата от 13 мая 2011 года, митрополитом Львовским и Сокальским Димитрием назначен наместником новосозданного Свято-Иоанно-Златоустовской мужского монастыря города Львова.
Решением Священного Синода Украинской православной церкви Киевского патриархата от 23 января 2012 года, был избран для рукоположения в сан епископа Городокского, викария Львовской епархии.
9 февраля 2012 года, по благословению патриарха Филарета, митрополитом Львовским и Сокальским Димитрием был возведён в достоинство игумена и награждён крестом с украшениями.
19 февраля 2012 года во Владимирском кафедральном соборе Киева патриархом Киевским Филаретом, митрополитом Львовским и Сокальским Димитрием, митрополитом Белгородским и Обоянский Иоасафом, архиепископом Переяслав-Хмельницким и Бориспольским Епифанием, архиепископом Винницким и Брацлавским Онуфрием, архиепископом Черниговским и Нежинским Евстратием, епископом Вышгородский Агапитом был хиротонисан в сан епископа.
8 марта 2013 года, решением Священного синода Украинской православной церкви Киевского патриархата был назначен епископом Коломыйским и Косовским.